# Oreocharis argyreia
Oreocharis argyreia là một loài thực vật có hoa trong họ Tai voi. Loài này được Chun ex K.Y. Pan mô tả khoa học đầu tiên năm 1987.